# SuperHappyDevHouse
SuperHappyDevHouse (también conocido como SHDH) es una serie internacional de eventos sociales que los organizadores originalmente concibieron como fiestas para hackers y pensadores. Fundado el 29 de mayo de 2005 por Jeff Lindsay y David Weekly (fundador de PBwiki), SHDH en Silicon Valley comenzó con 150 hasta 200 personas cada seis semanas en diversos lugares de San Francisco
y Silicon Valley, California. El inusual nombre deriva de una popular sátira del programa Saturday Night Live llamada Happy Fun Ball.

## Formato
En un superhappydevhouse los asistentes se dedican durante 12 horas a desarrollar algún proyecto o varios, aprender alguno nuevo durante las 12 horas que dura el SHDH, en las últimas horas se invita a los asistentes a pasar a platicar a los asistentes que es lo que lograron durante el SHDH.
Un supper happy dev house no es un evento de networking, no es una competencia o una conferencia (aunque se dan pláticas), no es una fiesta, aunque de alguna manera se haga un poco de todo eso.

## Expansión global
En 2008, El SHDH se expandió globalmente con diversos eventos como son CocoaDevHouse (Londres); SuperHappyDevClub (Cambridge, Reino Unido); Cologne DevHouse (Colonia, Alemania); SuperHappyDevFlat (Zúrich, Suiza); SuperHappyGrow-OpDevHouse (Vancouver, Canadá); SuperHappyDevHouse Aotearoa (Nueva Zelanda); PhoenixDevHouse (Arizona, EE. UU.); BostonDevHouse (Cambridge, Massachusetts, EE. UU.); y DevHouse Pittsburgh (Pensilvania, EE. UU.). Se empezó un DevHouse en Hermosillo, México en septiembre de 2008, siendo el primero en Latinoamérica, poco tiempo después se realizó el Devhouse en la Ciudad de México el 1 de noviembre de 2008 y dos años después el Dev house en Mérida, Yucatán el 28 de febrero de 2010. También se ha retomado en Chihuahua, México en 2022. También en Xalapa, Veracruz se siguen haciendo hasta la fecha.

## Lista de eventos superhappydevhouse
- SuperHappyDevHouse (original)
- SuperHappyDevClub (Cambridge, UK)
- Super Happy Grow-op Dev House (Vancouver)
- SuperHappyDevHouse Aotearoa (New Zealand)
- SuperHappyDevFlat (Switzerland)
- DevHouse Cologne (Germany)
- DevHouse Pittsburgh
- Milwaukee DevHouse
- Phoenix DevHouse
- Dev House Boston
- SuperHappyDevHouse Chilpancingo (México)
- GuadalajaraDevHouse (México)
- DevHouse Hermosillo (México)
- SuperHappyDevHouse Mérida (México)
- SuperHappyDevHouse Ciudad de México
- SuperHappyDevHouse Morelos (México)
- SupperHappyDevHouse Obregón(México)
- SuperHappyDevHouse Xalapa (México)
- SuperHappyDevHouse Singapore (Singapur)

- Datos: Q7642022